# Вилхелм Райс
Вилхелм Йохан Райс (на немски: Wilhelm Johann Reiß; на английски: Wilhelm Johann Reiss) е германски геолог, вулканолог, изследовател на Африка и Южна Америка.

## Биография

### Младежки години (1838 – 1865)
Роден е на 13 юни 1838 година в Манхайм, Великото херцогство Баден, в семейство на индустриалец, по това време кмет на града. През 1858 – 1860 година изследва вулканите в Мадейра, Зелени нос, Азорските и Канарските острови. През 1864 година получава докторска степен от Университета в Хайделберг.

### Изследователска дейност (1866 – 1876)
През 1866 г., заедно с германските геолози Мориц Алфонс Щюбел и Карл фон Фриш, провежда изследвания в Санторини.
Между 1868 и 1874 година участва в експедицията на Щюбел в Южна Америка. През 1868 година двамата пристигат в Колумбия, изкачват се по река Магдалена и от пристанището Онда пристигат в Богота. Съвместно изследват южния и среден участък от Колумбийските Източни Кордилери, след което временно се разделят. През 1869 година Райс самостоятелно изследва Западните Кордилери, разположени покрай левия бряг на река Каука в Колумбия. В края на 1869 година двамата се срещат в град Пасто (1°13′ с. ш. 77°17′ з. д. / 1.216667° с. ш. 77.283333° з. д., в Югозападна Колумбия), откъдето в началото на 1870 година пристигат в Еквадор и прекарват там четири години и половина, работейки отчасти и за правителството на републиката.
Първите две години посвещават на изследването на вулканите в северната част на страната, като Щюбел се занимава главно с геоложката работа, а Райс – с топографската. През 1872 година преминават в централната част на планинския район и го изучават две години и половина, като Райс работи самостоятелно предимно в провинция Котопахи и първи се изкачва на най-високия в света вулкан Котопахи (5897 м).
През октомври 1874 година от Гуаякил по море пристигат в Каляо, Перу, и през следващата 1875 година се занимават главно с археологически разкопки. След това по море се добират до пристанището Пакасмайо (7°24′ ю. ш. 79°34′ з. д. / 7.4° ю. ш. 79.566667° з. д.), от където тръгват на изток и пресичат Перуанските Анди. По реките Майо, Уаляга, Мараньон и Амазонка, през 1876 година с параход пристигат в Белен, като Рейс се завръща в Германия, а Щюбел продължава пътешествието по Южна Америка.

### Следващи години (1877 – 1908)
От 1885 до 1887 година е председател на Берлинското географско дружество, а от 1888 г. – на Берлинското дружество по антропология, етнология и праистория. След завръщането си от Южна Америка живее в Берлин до 1892 година, а след това се премества в замъка Кьониг в Тюрингия, където умира на 29 септември 1908 година на 70-годишна възраст.

## Трудове
- Das Totenfeld von Ancon in Peru. Berlin, 1880–1886.
- Kultur und Industrie südamerikanischer Völker. Berlin, 1889–1890.
- Geologische Studien in der Republik Columbia. 3 Bände, Berlin, 1892–1899.
- Reisen in Süd-America. Bd. 1 – 2, 1899 – 1902 (съвместно с М. A. Stübel).
- Das Hochgebirge der Republik Ecuador. 2 Bände, Berlin, 1892–1902.
- Ecuador 1870–74. Petrographische Untersuchungen. Berlin, 1901.